# Schenkia leucopus
Schenkia leucopus là một loài tò vò trong họ Ichneumonidae.